# Mirabilis alipes
Mirabilis alipes  (лат.) — вид цветковых растений рода Мирабилис (Mirabilis) семейства Никтагиновые (Nyctaginaceae).

## Ботаническое описание
Многолетнее травянистое растение высотой около 40 см и шириной 80 см.
Листья расположены супротивно на поднимающихся ответвлениях стеблей. Каждый сочный лист имеет овальную или округлую пластинку 7—9 см длиной, голую или чуть опушённую.
Цветки в листовых пазухах верхних ветвей. 5—9 цветков сидят в чашевидном покрывале, образованном несколькими частично сросшимися прицветниками. Каждый пятичленный цветок достигает около 1,5 см в ширину, пурпурного цвета; известны также кремовые цветки.

## Распространение и местообитание
Родом из юго-запада США от восточной Калифорнии до западного Колорадо, где растёт в зарослях кустарников, лесах и на сухих горных склонах.

## Синонимика
- Hermidium alipes S.Watson
- Hermidium alipes var. pallidium Ch.Porter[1]